# John Wansbrough
John Edward Wansbrough (19 de febrero de 1928–10 de junio de 2002) fue un historiador estadounidense de los orígenes del islam y de los estudios coránicos, y profesor en la Universidad de Londres (SOAS), donde fue vicerrector entre 1985 y 1992.
A Wansbrough se le atribuye la fundación de la escuela revisionista de estudios islámicos a partir de su crítica fundamental de la credibilidad histórica del Corán y de otros textos islámicos tempranos, en especial por lo que respecta a los relatos clásicos sobre la historia temprana del islam y su intento de desarrollar una versión alternativa —históricamente más verosímil— de los orígenes del islam. Sostuvo en general un escepticismo metodológico sobre la autoría de las fuentes islámicas tempranas y, de forma célebre, que el Corán fue redactado y fijado a lo largo de unos doscientos años, y que debe fecharse no en el Hiyaz del siglo I de la hégira en Arabia occidental, sino en los siglos II/III de la hégira en el Irak abasí.

## Vida
Wansbrough nació en Peoria, Illinois. Completó sus estudios en la Universidad de Harvard y pasó el resto de su carrera académica en la SOAS de la Universidad de Londres. Murió en Montaigu-de-Quercy, Francia. Entre sus alumnos estuvieron Andrew Rippin, Norman Calder, Gerald R. Hawting, Patricia Crone y Michael Cook.

## Investigación y tesis
El trabajo de Wansbrough subraya dos puntos: que la literatura musulmana es tardía —data de más de siglo y medio después de la muerte de Mahoma— y que el islam es un fenómeno complejo que debió de tardar muchas generaciones en desarrollarse plenamente.
Al estudiar manuscritos islámicos tempranos y el Corán, observó que los textos se dirigían a un público familiarizado con escritos judíos y cristianos, y que se discutían problemas teológicos judíos y cristianos. La crítica a los «infieles», razonó, no iba dirigida a idólatras y paganos, sino a monoteístas cuya vivencia del monoteísmo no era «pura». [cita requerida] Tales observaciones no encajaban con los relatos islámicos de los comienzos del islam, que lo sitúan en una sociedad politeísta.
También halló que los argumentos jurídicos musulmanes tempranos no remitían al Corán y que no existía «un texto escritural estable» en las épocas rasidún y omeya, lo que sugiere que la apelación al Corán como fuente legal habría sido retroproyectada.
Analizó los relatos clásicos —redactados 150–200 años después de la muerte del profeta Mahoma— con el método histórico-crítico, especialmente la crítica literaria, y afirmó haber hallado múltiples indicios de que no se trataba de relatos históricos, sino de construcciones literarias posteriores, en el sentido de la historia de la salvación (Heilsgeschichte) del Antiguo Testamento, cuyo núcleo histórico sería exiguo e indemostrable.
Sobre esa base, desarrolló una teoría que calificó por partes como «conjetural», «provisional» y «tentativa y enfáticamente provisional», que implicaba (en palabras del historiador Herbert Berg) que «ni el Corán ni el islam son producto de Mahoma ni siquiera de Arabia», y que los conquistadores árabes originales del imperio omeya no habrían sido musulmanes en sentido propio. Postuló que el islam no surgió como religión autónoma, sino de conflictos entre diversas sectas judeocristianas y de la necesidad de una escritura sagrada «fija» sobre la cual fundamentar el derecho abasí: «El empleo de šawāhid escriturales en la controversia halájica requería un texto de la revelación fijo y no ambiguo... el resultado fue el canon coránico».
Sostuvo que el Corán se escribió y recopiló en un largo proceso de unos doscientos años y, por tanto, no puede atribuirse a Mahoma; que la figura de Mahoma sería una construcción posterior o, al menos, no relacionable con el texto coránico; y que, en tiempos ulteriores, su función fue dotar a la nueva comunidad religiosa de una identidad propia, conforme al modelo de un profeta del Antiguo Testamento.
Así, el Corán «llegó a convertirse en fuente para la biografía, la exégesis, la jurisprudencia y la gramática» en el Irak abasí de los siglos II/III de la hégira (y no en el Hiyaz del siglo I de la hégira). En concreto, consideró que debió de estar concluido en tiempos de Ibn Hisham, cuando compuso su Sīra de Mahoma, por la «abundancia de relatos (historicizados) basados en el Corán» en esa obra. A su juicio, la ubicación de los orígenes del islam en el «Hiyaz del siglo VII» está «desprovista de testimonio arqueológico y apenas atestiguada en el árabe preislámico o en fuentes externas», debiendo «su existencia historiográfica casi enteramente al esfuerzo creativo de la erudición musulmana y orientalista».
Argumentó también que las variantes del texto coránico son tan menores que no constituyen «recuerdos de textos antiguos diferentes del texto uzmánico», sino resultado de la exégesis; y que las «variantes» en forma de múltiples versiones de una misma historia dentro del Corán «están presentes en tal cantidad» que descartan la teoría de un Urtext (texto original) o «incluso la de una edición compuesta por deliberaciones en comité». Asimismo, sostuvo que el árabe clásico se desarrolló más tarde que las formas coloquiales, «contemporáneamente a la codificación del Corán».

## Recepción y crítica
Según Gabriel Said Reynolds, las teorías de Wansbrough no han sido «ampliamente aceptadas» ni rechazadas de plano. Con su crítica de la credibilidad histórica de los relatos clásicos sobre los orígenes del islam y su intento de elaborar una versión alternativa más verosímil, fundó la denominada «escuela revisionista» de los estudios islámicos. Según Andrew Rippin y Herbert Berg, el escaso interés de los especialistas no musulmanes por sus ideas se debería a que se apartan de la «vía de menor esfuerzo» al cuestionar el vasto corpus de la literatura islámica sobre la historia del islam, el Corán y Mahoma; a que «destruyen» hechos tenidos por históricos sin reemplazarlos por otros; a que reclaman técnicas de la crítica bíblica, competencia en otras lenguas además del árabe, familiaridad con marcos religiosos no islámicos y escenarios distintos de «Arabia en vísperas del islam»; y a que pisan terreno muy sagrado en el islam.
Su tesis sobre el largo proceso (más de dos siglos) de redacción y recopilación del Corán es hoy considerada insostenible por muchos, a la luz de los hallazgos de manuscritos coránicos tempranos —muchos de ellos fechados por datación por radiocarbono en el siglo VII d. C.

## Publicaciones seleccionadas
- Quranic Studies: Sources and Methods of Scriptural Interpretation (Oxford, 1977).
- The Sectarian Milieu: Content and Composition of Islamic Salvation History (Oxford, 1978).
- Res Ipsa Loquitur: History and Mimesis (1987).
- Lingua Franca in the Mediterranean (Curzon Press, 1996; reed. World Scientific Publishing, 2012).

## Influencia
Entre los alumnos y estudiosos que también cuestionan la visión tradicional sobre el origen del Corán figuran:
- Michael Cook
- Patricia Crone
- Martin Hinds
- Gerald R. Hawting
- Christoph Luxenberg
- Gerd R. Puin
- Andrew Rippin

Otros autores influidos por su obra incluyen a Yehuda D. Nevo, Norman Calder, Joseph van Ess, Christopher Buck y Claude Gilliot.
Su línea de investigación fue explorada en Egipto por Nasr Hamid Abu Zayd, quien abandonó el país tras recibir amenazas de muerte por sus conclusiones sobre el Corán.